# Michele Ciampanti
Michele Ciampanti (fl. 1463-1510) è stato un pittore italiano attivo principalmente a Lucca. 

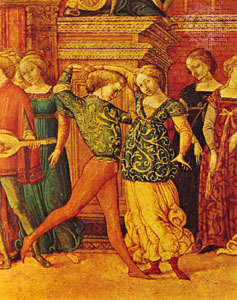
Particolare di Antioco e Stratonice presso la Biblioteca di Huntington

Questo pittore è stato identificato, da Bernard Berenson, come Maestro di Stratonice ed è chiamato anche Michele di Michele Ciampanti.

## Biografia
I dettagli biografici sul pittore sono stati raccolti nel XX secolo. Sembra che si fosse recato a Siena o che avesse stretto contatti con altri pittori toscani contemporanei, come i fiorentini, Filippino Lippi e Sandro Botticelli, nonché i senesi, Matteo di Giovanni e Francesco di Giorgio, anche se non è chiaro chi abbia influenzato chi.  Un cassone raffigura la scena di Stratonice e (il figlio di) Antioco (c. 1470), ora presso la Biblioteca Huntington in California.  Inoltre, gli sono state attribuite opere presenti al Metropolitan Museum of Art di New York, tra cui il Cassone dei due Trionfi. Anche un'Adorazione dei pastori alla Galleria Cini di Venezia è stata attribuita a lui. 

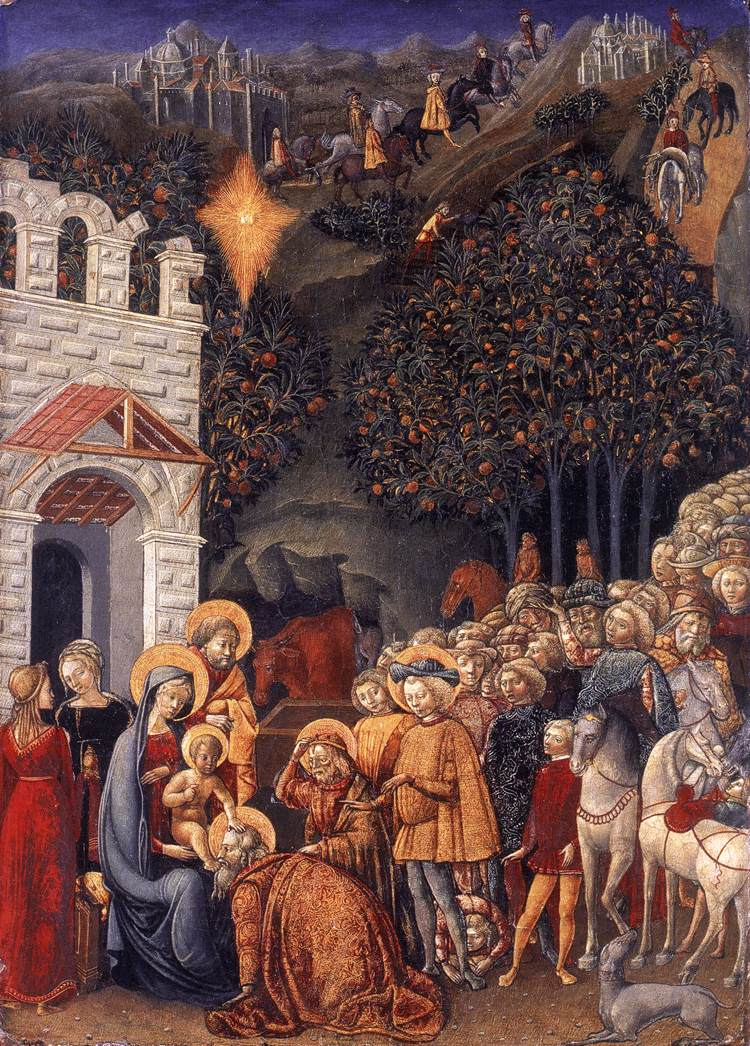
Adorazione dei Magi

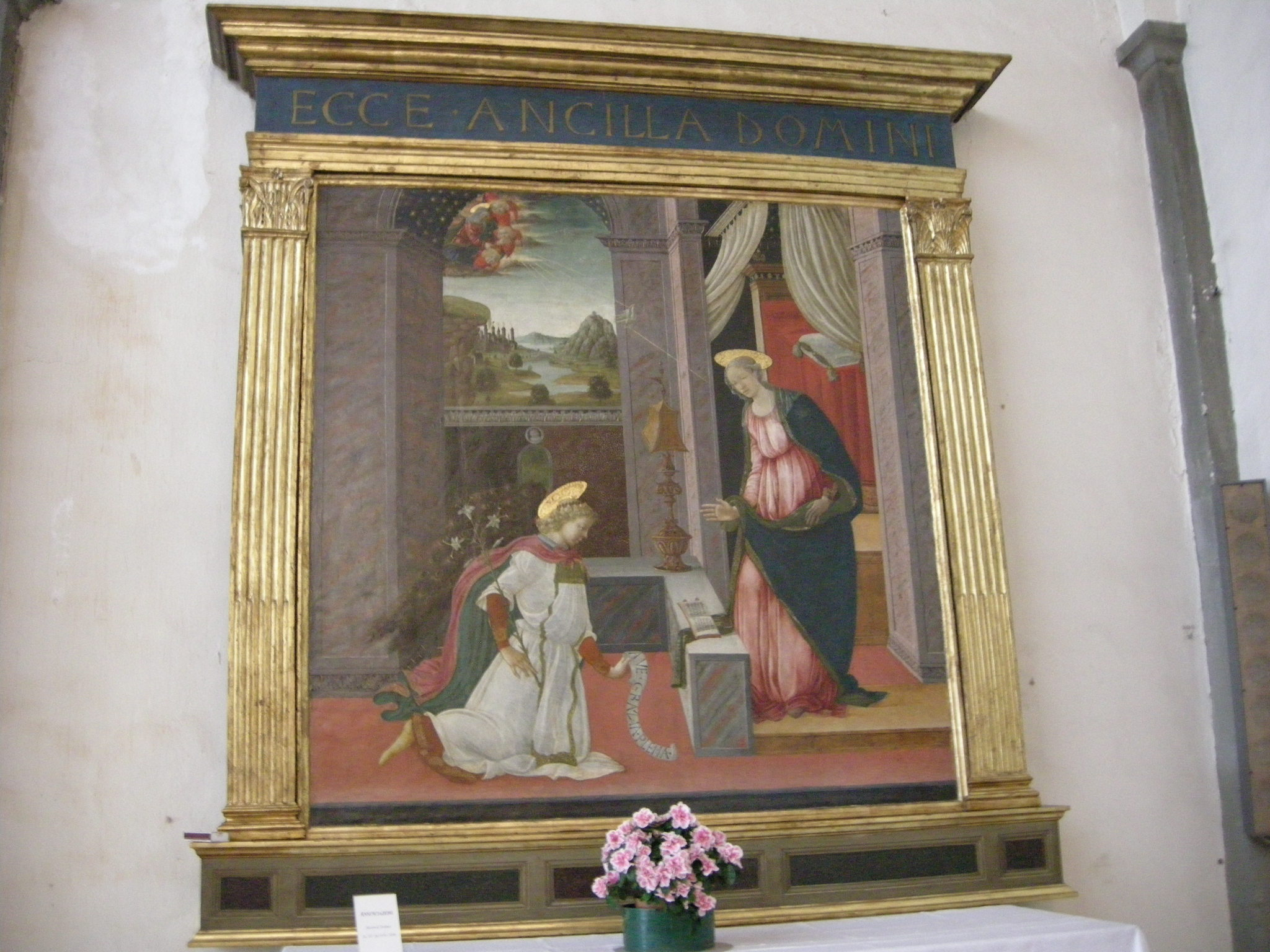
Annunciazione a San Giovannino dei Cavalieri, Firenze

Una breve biografia afferma che era figlio illegittimo, e probabilmente allievo, del pittore Borghese di Piero Borghese, noto anche come il Maestro dei Santi Quirico e Giulitta. I documenti attestano che Michele Ciampanti fu erede del pittore nel 1463 e attribuiscono la sua nascita a prima del 1447. È stato identificato come probabile Michele da Lucca attivo, nel 1467, nel Duomo di Pisa. I cassoni di Stratonice e altri raffiguranti il mito di Orfeo ed Euridice e il ratto di Proserpina sono attribuiti a una fase fiorentina negli anni 1470. Si dice che avesse collaborato con Matteo Civitali e Baldassarre di Biagio intorno al 1476 a Lucca. Si dice anche che Ciampanti avesse affrescato, nel 1485, la Cappella di San Regolo e nel 1486 l'Ospedale di Camaiore a Lucca. È documentato al fianco di Vincenzo Frediani (Maestro dell'Immacolata Concezione) nell'esecuzione di un'opera per l'oratorio di San Lorenzo. Suo figlio Ansano (Maestro di San Filippo) emerse alla fine del 1490 e probabilmente collaborò con lui in alcuni affreschi del Battistero di Lucca. Nel 1496, dipinse per la tribuna della Cattedrale di Pietrasanta.